# Färgbalk
Färgbalk består av en bildsignal som på en bildskärm oftast visar vertikala färgfält. Denna signal kan analyseras för att på så sätt försöka hitta felkällor till felaktigt återgivande av färger på en utgående signal från t.ex. ett kontrollrum eller inspelningsstudio. En PAL-färgbalk skiljer sig från en färgbalk avsedd för NTSC-systemet.